# گری کرت (کارولینای جنوبی)
گری کرت(به انگلیسی: Gray Court) شهری در ایالت کارولینای جنوبی کشور ایالات متحده آمریکا است که جمعیت آن در سرشماری سال ۲۰۱۰ میلادی، ۷۹۵ نفر بوده‌است.